# Nicergolina
La nicergolina è un derivato dell'ergot che è stato ampiamente utilizzato per trattare la demenza senile ed altri disturbi cerebrali di origine vascolare. La molecola sembra aumentare una certa "agilità" mentale e migliorare la chiarezza di idee e la percezione. Il composto riduce la resistenza vascolare arteriosa e quindi incrementa il flusso di sangue nel cervello. Migliora inoltre l'utilizzo dell'ossigeno e del glucosio da parte delle cellule cerebrali. Proprietà vasoattive analoghe sono state registrate in altri distretti corporei, in particolare nel polmone. In Italia il farmaco è stato venduto dalla società Pharmacia con il nome commerciale di Sermion nella forma farmaceutica di confetti contenenti 5 o 10 mg di principio attivo, gocce al 10% e fiale iniettabili da 4 mg.

Il 22 luglio 2013 l'Agenzia Italiana del Farmaco (AIFA) ha emesso un comunicato con il quale avvisava che nicergolina non doveva essere più utilizzata per una serie di indicazioni (deterioramento cognitivo, claudicatio intermittens, sindrome di Raynaud, diminuzione dell'acuità visiva e retinopatie di origine vascolare, profilassi dell'emicrania) poiché i benefici connessi al suo utilizzo non giustificavano i rischi di fibrosi ed ergotismo.

## Farmacodinamica
Nicergolina è un antagonista dei recettori adrenergici, preferenzialmente i recettori α1 per i quali dimostra un'alta affinità (IC50 di 0,2 nM). L'affinità per gli α2 sottotipi è inferiore (IC50 di circa 107 M).
Studi sperimentali condotti sul ratto che prevedevano la somministrazione sottocutanea di una dose singola di 20 mg/kg peso corporeo della molecola, hanno permesso di osservare, basandosi sui livelli dei metaboliti cerebrali delle monoamine (l'acido omovanillico e l'acido diidrossifenilacetico per la dopamina e l'acido 5-idrossiindolacetico per la serotonina), un aumento del turnover della noradrenalina cerebrale.
Un altro studio ha mostrato che dopo trattamento cronico con dosi di 5 mg/kg di nicergolina o del suo metabolita MMDL (metil-10-metossidiidrolisergolo), il turnover della dopamina aumentava particolarmente nell'area mesolimbica. Sono stati suggeriti potenziali effetti benefici del farmaco sulla funzionalità del sistema nervoso centrale (SNC) dopo danno ischemico.

Nel topo con ischemia cerebrale e ipossia cerebrale la nicergolina prolunga la sopravvivenza dell'animale, accelera la guarigione dei sintomi neurologici e diminuisce il flat time dell'elettroencefalogramma (EEG). La nicergolina inoltre migliora la memoria e favorisce la guarigione dei disturbi dell'apprendimento, in ratti anziani con infarto cerebrale. Altri studi sull'animale hanno dimostrato che il farmaco sopprime, in modo dose-dipendente, l'amnesia indotta da scopolamina e ritarda la morte neuronale delle cellule piramidali dell'ippocampo (CA1).

La nicergolina inibisce i canali del calcio di tipo T e di tipo L. L'effetto di blocco α1-adrenergico comporta ovviamente effetti vasodilatatori: nel gatto la somministrazione del farmaco ha causato un aumento rilevante del flusso nell'arteria mascellare interna in modo dose-dipendente.

Il farmaco incrementa la protezione dei neuroni contro gli stress di tipo ossidativo.
Vari studi hanno dimostrato che nicergolina influisce solo leggermente sulla pressione sanguigna e sulla frequenza cardiaca, aumentando il flusso di sangue nel cervello ma senza alterare significativamente il flusso splancnico. 
Mediante ecografia Doppler si è osservato, per dosi orali di 5 mg 3-4 volte al giorno per 4-8 settimane, un aumento dose-dipendente del flusso carotideo e vertebrale.
In uno studio in vitro che ha utilizzato sangue di adulti sani, la nicergolina ha inibito l'aggregazione piastrinica indotta da adenosina difosfato (ADP) e da collagene ed ha aumentato la deformabilità degli eritrociti. Il farmaco ha inoltre inibito la produzione del fattore attivante le piastrine (PAF). Molti studi su diversi animali da laboratorio hanno dimostrato che la nicergolina migliora il metabolismo cerebrale favorendo l'utilizzazione dell'ossigeno e del glucosio da parte delle cellule cerebrali.
Si è osservato che la somministrazione del farmaco: a) inibisce parzialmente l'ischemia cerebrale acuta e quella ipossica associate a diminuzione dei livelli di creatininfosfato, Adenosina trifosfato ATP e glucosio e ad aumento dei livelli di acido lattico; b) inibisce l'accumulo a livello dei mitocondri di acidi grassi liberi e produce una riduzione dell'attività dell'ATPasi, parametri entrambi associati all'ischemia cerebrale; c) incrementa (in un modello di ratto anziano con infarto cerebrale) l'uptake di glucosio ed il consumo dello stesso nella corteccia cerebrale ischemica e nello striato. La nicergolina inibisce l'attività dell'acetilcolinesterasi nel cervello di ratto con una IC50 di 4,5 x 107 M.
Nel ratto il farmaco accelera la guarigione delle ferite corneali grazie ad un effetto probabilmente correlato ad un incremento del fattore di crescita nervoso (NGF).

## Farmacocinetica
A seguito della somministrazione per via orale, in volontari sani, di 15 mg di nicergolina, si è osservato un rapido assorbimento del farmaco da parte del tratto gastroenterico. La concentrazione plasmatica di picco (Cmax) di 57-96 µg/l viene raggiunta entro 2-4 ore dall'assunzione. Il farmaco subisce un esteso metabolismo da first pass epatico con formazione di 11-metil-10a-metossi-diidrolisergolo (1-MMDL), prodotto iniziale di deesterificazione, e di 10-metossi-6-metil-ergolina-8b-metanolo (MDL), metabolita principale, che è il prodotto dell'idrolisi dell'estere seguita da N-demetilazione.
La nicergolina si lega alle proteine plasmatiche per il 93-95% ed ha un'emivita iniziale di 3,8 ore ed una terminale di 15,1 ore. 
Il volume di distribuzione del metabolita 1-MMDL è di circa 2 l/kg. Il farmaco viene eliminato attraverso l'emuntorio renale, per il 51% come metaboliti liberi e glucuronoconiugati. L'eliminazione della nicergolina con le feci è minima. 
Alcuni dei metaboliti, specialmente la 1-demetilnicergolina, sono farmacologicamente attivi. Nell'animale è stato osservato che il farmaco può oltrepassare la barriera placentare e viene secreto nel latte materno.

## Tossicologia
Studi sperimentali sugli animali (topo) hanno messo in evidenza valori della DL50 pari a 860 mg/kg peso corporeo, quando assunto per os, e di 46 mg/kg dopo la somministrazione per via endovenosa.

## Usi clinici
La nicergolina è indicata nel trattamento delle turbe metabolico-vascolari cerebrali (da arteriosclerosi, trombosi, ischemia) e periferiche (da arteropatie organiche, morbo di Raynaud).

È stata anche ampiamente sperimentata con successo in soggetti con decadimento cognitivo e demenza lieve-moderata, causati sia da disordini cerebrovascolari cronici sia dalla malattia di Alzheimer.

La nicergolina può essere impiegata come farmaco adiuvante nella terapia dell'ipertensione (nelle crisi ipertensive è somministrata per via intramuscolare) e nella cefalea. 
È stata sperimentata nella diminuzione dell'acuità visiva e nelle retinopatie di origine vascolare(trombosi dell'arteria retinica e della vena retinica), e ne è stato proposto anche l'uso come agente antipruriginoso.

## Effetti collaterali e indesiderati
L'incidenza degli effetti collaterali della nicergolina è bassa e gli stessi sono generalmente transitori, richiedendo raramente l'interruzione del trattamento. 
Gli effetti avversi sono tipicamente correlati ad una sintomatologia da ergotismo. 
Sono stati descritti calo dell'appetito, nausea, vomito, diarrea, dolore addominale, rash cutaneo, parestesie, debolezza e senso di prostrazione, sonnolenza, alterazioni del ritmo del sonno, insonnia. A seguito della somministrazione intramuscolare possono verificarsi ipotensione e vertigini.

## Controindicazioni
La nicergolina è controindicata nei soggetti con ipersensibilità individuale nota al principio attivo oppure ad uno qualsiasi degli eccipienti utilizzati nella formulazione farmaceutica.
È inoltre controindicata nelle donne in stato di gravidanza e in quelle che allattano al seno.

## Dosi terapeutiche
La nicergolina viene somministrata in dosi di 5–10 mg 2-3 volte al giorno per os ed in dosi di 2–4 mg 2 volte al giorno per via intramuscolare. Sono stati somministrati 4–8 mg per infusione lenta. Il farmaco dovrebbe essere somministrato per un periodo di almeno 8 settimane per poterne valutare l'efficacia terapeutica.

## Sovradosaggio
In caso di sovradosaggio da nicergolina l'attività di α-blocco potrebbe causare una grave ipotensione.

## Interazioni
- Propranololo: la terapia di associazione con nicergolina sembra potenziare l'azione deprimente cardiaca del β-bloccante.[23]